# Архонты Вселенского патриархата
О́рден свято́го апо́стола Андре́я (англ. Order of St. Andrew the Apostle, греч. Τάγμα του Αγίου Αποστόλου Ανδρέα), или А́рхонты Вселе́нского патриарха́та (англ. Archons of the Ecumenical Patriarchate, греч. Άρχοντες του Οικουμενικού Πατριαρχείου) — общественная некоммерческая организация, аффилированная с Греческой православной архиепископией Америки, членами которой являются влиятельные и состоятельные представители греческой общины Америки. Почётный титул архонта даруется патриархом Константинопольским грекам-мирянам, известным и уважаемым лидерам православно-христианской религиозной общины, в знак их выдающихся заслуг перед Константинопольской православной церковью. Один из ведущих в мире православных орденов.
Миссией ордена является содействие религиозной свободе, благополучию и улучшению положения Вселенского патриархата, административный центр которого находится в Стамбуле (Турция). Организация служит бастионом защиты и поддержки миссионерской деятельности святого апостола Андрея. Орден занимается также вопросами неотъемлемых (базовых) прав человека, где бы и когда бы они ни были нарушены, благосостоянием и общим благоденствием христианской церкви.
Хотя организация именует себя «Орденом», она не претендует на право называться «Рыцарским орденом» как таковым.
Первым Национальным командором ордена был Пьер Ди Митс (англ. Pierre De Mets, Панайотис Димитриу, греч. Παναγιώτης Δημητρίου). С 1998 года эту должность занимает Энтони Дж. Лимберакис, доктор медицины, под руководством которого деятельность архонтов направлена на достижение религиозной свободы для Вселенского патриархата.
Архонтами Вселенского патриархата являются представители самых разных сфер деятельности.

## История
Орден святого апостола Андрея Вселенского Патриархата был организован в день Торжества православия 10 марта 1966 года при Патриархе Афинагоре I, когда архиепископ Американский Иаков от его лица удостоил тридцать членов Греческой Православной Архиепископии Америки различных оффикиев (чинов, титулов).
Нынешнее понятие «оффикий» происходит от одной из самых авторитетных должностей в древнем мире. Беря своё начало в греческих городах-государствах (полисах), эти должности гражданской службы были преобразованы, когда в IV веке Римская империя приняла христианскую веру. Следствием произошедших трансформаций стало не только появление влиятельных лидеров/должностных лиц в христианской общине, но сами по себе их обладатели взяли на себя особые религиозные обязанности по служению и распространению веры в Римской империи. Древний орден архонтов — это, по сути, старейшая и самая престижная почесть, которой могут быть наделены миряне всего христианского мира.
19 ноября 1991 года решением Святого и Священного Синода Вселенского Патриархата (греч. Αγίαν καί ῾Ιεράν Σύνοδον τοῦ Οἰκουμενικοῦ Πατριαρχείου) в Греции был создан Орден/Братство Оффикиалов (Архонты) «Пресвятая Дева Блаженнейшая» Святой Христовой Великой Церкви (греч. Αδελφότης Οφφικιάλων (Άρχοντες) της Αγίας του Χριστού Μεγάλης Εκκλησίας «Παναγία η Παμμακάριστος», англ. Brotherhood of the Most Holy Lady Pammakaristos), а 22 февраля 1992 года был назначен его первый административный совет (руководящий состав). Целями и предметами деятельности организации являются: духовное единство архонтов всех территорий (за исключением Америки, где на момент создания братства уже существовал Орден святого апостола Андрея), их связь с Вселенским Троном, культурная активность и взаимодействие, а также ежегодный съезд в Фанаре (Турция) в день (воскресенье) Фотинии Самарянки, поминовение Святых Патриархов Константинопольских, финансовая поддержка деятельности Патриархата и др. Первым крупным мероприятием было восстановление существующих православных храмов в Стамбуле (см. также Православие в Турции).
Ежегодно 30 ноября Орден проводит торжественное собрание, что совпадает с праздничным днём чествования памяти апостола Андрея, святого покровителя организации.
В последние годы Орден выражает сильную обеспокоенность положением Вселенского Патриархата в Турции.
1 июля 2018 года Орден запустил веб-сайт christianpersecution.com с целью привлечения внимания к теме усиления преследования христиан по всему миру, с особым акцентом на тяжёлое положение Вселенского Патриархата.
Орден призвал правительство Турции к немедленному освобождению американского пастора Эндрю Брансона, который, будучи на протяжении 22 лет христианским проповедником в этой стране, в октябре 2016 был задержан и заключён в тюрьму по обвинию в шпионаже и терроризме. Орден приветствовал аналогичный призыв к турецкому правительству со стороны президента США Дональда Трампа и ряда сенаторов США, а также санкции правительства США в отношении Турции в связи с нежеланием последней освободить Брансона.
В мае 2018 года Орден выразил сожаление в связи с публикацией на сайте европейского издания Modern Diplomacy статьи украинской журналистки Нади Базюк, в которой автор написала о том, что организация исламского общественного деятеля и проповедника Фетхуллаха Гюлена, названная правительством Турции террористической группировкой, сотрудничает с Вселенским Патриархатом и одновременно манипулирует им с целью расширения своего влияние на Украине, что в перспективе может стать предметом серьёзной озабоченности для официальных лиц России. В частности, говоря о тесных связях между Вселенским Патриархатом и Гюленом, Базюк утверждала, что организация Гюлинистов играет определённую роль в обсуждении возможности предоставления автокефалии Украинской православной церкви, что являлось одной из главных тем во время встречи 9 апреля 2018 года Вселенского Патриарха Варфоломея с президентом Украины Петром Порошенко в Фанаре. Комментируя данную публикацию, Орден заявил, что «идея о том, что Гюленисты и Вселенский Патриархат строят общие тайные планы с целью расширения своего влияния на Украине, имеет все признаки теории заговора, выдуманной в России с целью оказания поддержки своему союзнику, правительству Эрдогана, против двух своих давних мишеней, и для дальнейшей кампании российских и турецких националистов по подрыву достоинства и репутации Вселенского Патриархата». Орден призвал издание Modern Diplomacy удалить статью Базюк со своего сайта и опубликовать соответствующее опровержение её заявлений, которые назвал откровенной ложью и пропагандой, «способствующей распространению российских махинаций против Вселенского Патриархата». Впоследствии издание Modern Diplomacy удалило статью Базюк со своего сайта. Усилия по дискредитации Вселенского Патриархата продолжаются, по мнению Ордена, на протяжении многих лет, в качестве примера чего им приводится статья турецкого журналиста Мустафы Акйола, опубликованная в 2016 году в газете Hürriyet Daily News. Акйол называет обвинения в адрес Вселенского Патриархата «российской пропагандой», направленной, кроме прочего, «по-видимому, на демонизацию Вселенского Патриархата», что могло бы сделать его жизнь в Турции «более сложной», а также отмечает, что «не является секретом то, что Русская православная церковь на протяжении долгого времени имеет зуб на Константинопольский патриархат».
В августе 2018 года, ссылаясь на статью информационного агентства Associated Press, в которой российские хакеры из группы Fancy Bear уличались в попытке на протяжении нескольких лет получить доступ к электронной переписке помощников Вселенского Патриарха Варфоломея, в частности к информации относительно темы предоставления Томоса об автокефалии Украинской православной церкви, Орден заявил, что «осуждает это вторжение в частную переписку Вселенского Патриархата, и призывает всех православных христиан вспомнить о том, что Вселенский Патриарх имеет право даровать Томос об автокефалии Украинской православной церкви, если примет решение сделать это».
В октябре 2018 года, на торжественном банкете по случаю вручения Премии Афинагора в области прав человека супругам Алексу и Ксанти Карлуцос, Национальный командор Ордена Энтони Лимберакис приветствовал решение Вселенского Патриархата предоставить автокефалию Украинской православной церкви, и добавил, что Турция «продолжает душить Вселенский Патриархат, который находится на перекрестии прицела не только Турции, но в настоящее время и России, и её тоталитарного Путина».
Орден приветствовал избрание митрополита Епифания (Думенко) предстоятелем Православной церкви Украины.
В декабре 2018 года Орден выразил разочарование относительно крайне критических «лживых утверждений» президента России Владимира Путина в адрес Вселенского Патриарха Варфоломея в связи с решением последнего даровать автокефалию Православной церкви Украины. 20 декабря, во время ежегодной пресс-конференции, отвечая на вопрос о создании Православной церкви Украины, Путин заявил, что «главным побудительным мотивом» патриарха Варфоломея даровать Томос об автокефалии является «подчинение себе территорий» и «зарабатывание на этом», при этом назвав новосозданную церковь «объединённой раскольнической церковью стамбульского прихода». По мнению Ордена, «ни одно из этих утверждений [Путина] не соответствует действительности», так как «предоставление автокефалии Украинской православной церкви фактически делает Украинскую церковь менее зависимой, а не более зависимой от Вселенского Патриархата, который Путин насмешливо называет „Турцией, Турецким патриархатом“. Разочарование Путина заключается в том, что Украинская церковь более не зависит ни от Русской церкви, ни, в сущности, от [российского] государства». Сообщив о своём сожалении в связи «с лишённой оснований клеветой президента Путина в адрес Вселенского Патриархата», Орден выразил надежду, что президент России Владимир Путин «даст более здравомыслящую оценку данной ситуации, и поймёт, что Вселенский Патриархат не получает никакой материальной выгоды от предоставления автокефалии Украинской церкви».

## Порядок отбора новых архонтов и членство в Ордене
Каждый год Вселенский Патриарх, представляемый своим экзархом архиепископом Американским, присваивает (дарует) избранной группе людей оффикии архонтов. Уставные нормы Ордена в большинстве случаев ограничивают число новых архонтов до приблизительно 22 человек ежегодно. Члены Ордена могут принимать участие в этом процессе, выдвигая достойных кандидатов, которые могли бы стать новыми архонтами и членами.
Кандидат на получение оффикия архонта должен отвечать следующим критериям/требованиям:
1. Гражданин и постоянный житель Соединённых Штатов.
2. Практикующий и благочестивый православный христианин, с хорошей репутацией в своей местной церкви.
3. Наглядно проявляет любовь, преданность и поддержку Вселенскому Патриархату и его институтам.
4. Своими поступками, делами и действиями демонстрирует поддержку, преданность и постоянное служение своему местному приходу.
5. Никогда не имел судимости за какое-либо преступление, пользуется безоговорочным почтением и большим уважением своих соприхожан.
6. Демонстрирует лидерские качества и успех в своей области деятельности.
7. Всегда соответствует высокому уровню достоинства, приличествующему миссии Ордена, а также его целям и задачам, содержащимся в уставных нормах.
8. Вслед за инвеститурой (пожалованием оффикия) становится энергичным и активным членом Ордена, позитивно откликающимся на призывы своего Регионального Командора и Национального Совета.
9. В целом его инвеститура станет кредитом Ордена и позитивным фактором в деле достижения целей и задач организации[37].

Желающий выдвинуть кандидата член Ордена должен сначала оценить его по вышеуказанным критериям. Кроме того, он должен задаться следующими вопросами:
1. Имеет ли кандидат послужной список деятельности в своём местном приходе, митрополии и национальной церкви?
2. Готов и способен ли кандидат предоставить своё время, талант и финансы, насколько это возможно, для защиты религиозной свободы Вселенского Патриархата?
3. Готов и способен ли кандидат разговаривать с должностными лицами местного, штатного и/или федерального уровней с целью оказания поддержки религиозной свободы Вселенского Патриархата?
4. Готов и способен ли кандидат совершать визиты или участвовать в паломничестве во Вселенский Патриархат?
5. Каким образом кандидат может содействовать делу защиты интересов Вселенского Патриархата?

Все эти вопросы должны рассматриваться в их совокупности. Предоставление денег церкви само по себе критерием не является.
После своевременного получения заявок от всех претендентов, Национальный Совет осуществляет отбор кандидатов, которые считаются наиболее соответствующими критериям для рассмотрения экзархом и Вселенским Патриархом. Рассмотрение кандидатур, которые подтвердили наличие у себя вышеупомянутых требований, но не были выбраны, автоматически переносится на последующие годы. У отобранных же кандидатов испрашивается подтверждение их поддержки Вселенскому Патриархату в письменном виде, что является условием для получения оффикия.
В момент посвящения в Орден, удостаиваемые титула клянутся «защищать и распространять греческую православную веру и традицию».

## Руководство
По состоянию на ноябрь 2020 года в состав руководства Ордена святого апостола Андрея входят:

### Духовные лидеры
- Архиепископ Американский Элпидофор / экзарх Вселенского Патриархата;
- Александр Карлуцос[англ.], архонт духовный наставник;

### Национальный командор
- Энтони Лимберакис, архонт актуариос;

### Исполнительный комитет
- Энтони Лимберакис, архонт актуариос / Национальный командор;
- Теодор Бозонелис, архонт экдикос / Национальный секретарь;
- Джон Халеки-младший, архонт экдикос / Национальный вице-командор;
- Питер Скиадас, архонт иеромнимон / Национальный казначей;

### Функционеры
- Кристофер Стратакис, архонт нотариос / юрисконсульт;
- Джордж Димакопулос, архонт дидаскалос ту генус / PhD, историк;
- Александр Прицос, архонт иеромнимон / парламентский пристав;
- Андреас Комодромос, архонт дикеофилакс / CPA, помощник казначея;

### Национальный совет
- Теодор Бозонелис, архонт экдикос;
- Томас Каппас, архонт номофилакс;
- Константин Карас, архонт скевофилакс;
- Джон Кациматидис, архонт нотариос;
- Андреас Комодромос, архонт дикеофилакс;
- Джордж Димакопулос, архонт дидаскалос ту генус;
- Феофанис Икономидис, архонт экдикос;
- Стивен Джорджсон, архонт экдикос;
- Джон Халеки-младший, архонт экдикос;
- Карл Холлистер, архонт референдариос;
- Питер Какояннис, архонт номофилакс;
- Энтони Лимберакис, архонт актуариос;
- Николас Луцион, архонт актуариос;
- Джон Манос, архонт эфтаксиас;
- Гас Паблекас, архонт остиариос;
- Александр Прицос, архонт иеромнимон;
- Майкл Псарос, архонт остиариос;
- Джордж Сафиол, архонт архиофилакс;
- Франклин (Рокки) Сиссон, архонт препозитос;
- Питер Скиадас, архонт иеромнимон;
- Кристофер Стратакис, архонт нотариос;
- Джордж Цугаракис, архонт дикеофилакс;
- Стивен Яллуракис, архонт актуариос;
- Джон Завицанос, архонт экдикос;

#### Почётные эмерит-члены
- Стивен Церпелис, архонт дикеофилакс;
- Никитас Дракотос, архонт депутатос;

### Региональные командоры
Архиепископский округ прямого подчинения:
- Джон Кассиматис, архонт депутатос;
- Никифорос Мэттьюз, архонт экдикос;

Чикагская митрополия
- Джон Манос, архонт эфтаксиас;
- Гас Паблекас, архонт остиариос;

Бостонская митрополия
- Дрейк Бехракис, архонт маисторас;
- Аристотель Папаниколау, архонт простатис тон грамматон;

Денверская митрополия
- Грегори Пападэас, архонт актуариос;
- Кристофер Паппас, архонт маисторас;

Атлантская митрополия
- Мануил Тиссура, архонт экдикос;
- Гарри Каваларис, архонт экдикос;
- Джон Скуртис, архонт хартулариос;
- Теодор Влахос, архонт актуариос;
- Дж. Томас Ираут, архонт экдикос;

Детройтская митрополия
- Лазарос Киркос, архонт орфанотрофос;
- Марк Ставропулос, архонт референдариос;

Питтсбургская митрополия
- Питер Пападакос, архонт экдикос;

Сан-Францисская митрополия
- Феофанис Икономидис, архонт экдикос;
- Джеймс Каллинс, архонт экзархос (эмерит);

Нью-Джерсийская митрополия
- Кэри Лимберакис, архонт актуариос;
- Эндрю Манатос, архонт депутатос;
- Джордж Цугаракис, архонт дикеофилакс.

## Национальные командоры
- Пьер Димитс (1966—1976);
- Энтони Борден (1976—1989);
- Крис Филип (1989—1998);
- Энтони Лимберакис (1998—н. в.)[9].

## Премия Афинагора в области прав человека

### История премии
В 1986 году Национальный Совет Ордена Святого Андрея/Архонтов Вселенского Патриархата в Америке учредил Премию Афинагора в области прав человека (англ. Athenagoras Human Rights Award).
Премия, названная в честь одного из великих церковных лидеров XX века, Вселенского Патриарха Афинагора I, вручается на проводимом Орденом ежегодном банкете лицу или организации, своими действиями, намерениями и самоотверженностью последовательно демонстрирующим заботу об основных правах и свободе вероисповедания всех людей.

### Лауреаты премии
- 2022 — Феодор II, Папа и патриарх Александрийский и всей Африки[41].
- 2021 — учёные Альберт Бурла, Угур Шахин и Джордж Янкопулос[42].
- 2019 — митрополит Епифаний, предстоятель Православной церкви Украины[43].
- 2018 — Александр[англ.] и Ксанти Карлуцос[10][44].
- 2017 — Эмилия Камвиси и Эфстратиос Валамиос, представлявшие рыбаков Лесбоса и островов Греции[45][46].
- 2016 — Эндрю Куомо, губернатор штата Нью-Йорк[47][48].
- 2015 — Джо Байден, вице-президент США[49][50].
- 2014 — Джей Секулоу[англ.], главный юрисконсульт Американского центра закона и правосудия и Европейского центра закона и правосудия[51][52].
- 2013 — телепрограмма «60 минут», премию от имени которой принимал её президент и CEO Джефф Фагер[англ.][53][54].
- 2012 — Фонд имени Ставроса Ниархоса[англ.], премию от имени которого принимал его директор и сопрезидент Андреас Дракопулос[англ.][55][56].
- 2011 — Джеймс Ставридис, адмирал, Верховный главнокомандующий ОВС НАТО в Европе, принимавший премию от имени Вооружённых сил США[57][58].
- 2010 — Теодор Маккэррик, кардинал, архиепископ-эмерит Вашингтона[59][60].
- 2009 — Энтони Лимберакис, Национальный командор Ордена святого апостола Андрея[61][62].
- 2008 — Артур Шнайер[англ.], рабби, основатель и президент фонда «Призыв к совести[англ.]»[63][64].
- 2007 — архиепископ Димитриос, предстоятель Греческой православной архиепископии Америки, экзарх Вселенского Патриарха[65][66].
- 2006 — Николас Бурас, герой Второй мировой войны, промышленник, филантроп и церковник[67][68].
- 2005 — Михаил Горбачёв, лауреат Нобелевской премии мира (1990), бывший президент СССР (1990—1991)[69][70].
- 2004 — Алекс Спанос, филантроп, защитник прав человека и веры[71].
- 2003 — религиозные благотворительные организации International Orthodox Christian Charities и Orthodox Christian Mission Centers, являющиеся учреждениями Постоянной конференции канонических православных епископов Америки[40].
- 2002 — Джордж Г. У. Буш и Барбара Буш, 41-й президент США и первая леди США[72].
- 2001 — архиепископ Анастасий, предстоятель Албанской православной церкви[40].
- 2000 — архиепископ Десмонд Туту, лауреат Нобелевской премии мира (1984)[73].
- 1999 — Эли Визель, лауреат Нобелевской премии мира (1986), университетский профессор[74].
- 1998 — Нана Мускури, всемирно известная певица, Посол доброй воли UNICEF, европарламентарий[40].
- 1997 — преподобные отцы Греческой православной архиепископии Америки[40].
- 1996 — Орден AHEPA[40].
- 1995 — Эдвард Дервински[англ.], 1-й министр по делам ветеранов США (1989—1992), член Палаты представителей США (1959—1983)[75].
- 1994 — Пол Сарбейнз, бывший сенатор США от штата Мэриленд (1977—2007)[40].
- 1993 — Джордж Дурис, PR-мен из Нью-Йорка[76].
- 1992 — филантропическая организация «Greek Orthodox Ladies Philoptochos Society», аффилированная с Греческой православной архиепископией Америки[40].
- 1991 — Эндрю Атенс, бизнес-лидер и общественный деятель[77].
- 1990 — Джон Брадимас, президент-эмерит Нью-Йоркского университета[40].
- 1989 — Энтони Борден, радиолог, бывший Национальный командор Ордена святого апостола Андрея[3][78].
- 1988 — Мать Тереза, лауреат Нобелевской премии мира (1979), благотворительница, защитница бедных и нуждающихся[79].
- 1987 — Джимми Картер, 39-й президент США[80].
- 1986 — архиепископ Иаков, бывший предстоятель Греческой православной архиепископии Северной и Южной Америки (1959—1996)[40].

## Проект «Резолюции о свободе вероисповедания»
В 2006 году Национальный Совет Ордена святого Андрея инициировал проект «Резолюции о свободе вероисповедания» (англ. Religious Freedom Resolutions).
Целью данного проекта, представляющего собой часть многосторонней «Инициативы о свободе вероисповедания» (англ. Religious Freedom Initiative), является принятие резолюций о свободе вероисповедания в поддержку Вселенского Патриархата в законодательных собраниях всех штатов.
По состоянию на ноябрь 2018 года резолюция была принята 46 из 50 штатов. Она не принята только штатами Гавайи и Мэриленд, а также не была представлена в легислатуры штатов Монтана и Нью-Гэмпшир.
В резолюции обращается внимание на пять ключевых вопросов:
1. Вмешательство правительства в выборы Вселенского Патриархата. Правительство Турции настаивает на праве утверждать выбор Вселенского Патриарха и на том, что он должен быть гражданином Турции.
2. Непризнание Вселенского Патриарха Варфоломея в качестве мирового духовного лидера православных и рассматривание его как простого местного священника.
3. Возобновление функционирования Халкинской богословской школы, закрытой турецким правительством с 1971 года, где прошли обучение многие прошлые патриархи.
4. Отсутствие правосубъектности у Вселенского Патриархата. Запрет Патриархату на принятие любых официальных решений в Турции от своего свобственного имени.
5. Конфискация имущества. При отсутствии правосубъектности, турецкое правительство сначала заявляет, что имущество, принадлежавшее Патриархату на протяжении веков, было заброшено, после чего конфискует его[7][82][83][84].

### Статус и главные авторы резолюции по штатам США
| № п/п | Штат              | Код/Документ                                  | Главный автор                                                           | Орган власти                 | Представлена на рассмотрение (дата)                           | Статус                                                                  | Статус              | Статус                        |
| № п/п | Штат              | Код/Документ                                  | Главный автор                                                           | Орган власти                 | Представлена на рассмотрение (дата)                           | Принята/Дата                                                            | В ожидании принятия | Не выносилась на рассмотрение |
| ----- | ----------------- | --------------------------------------------- | ----------------------------------------------------------------------- | ---------------------------- | ------------------------------------------------------------- | ----------------------------------------------------------------------- | ------------------- | ----------------------------- |
| 1     | Айдахо            | HJM 12 (документ)                             | Мэтью Эрпелдинг, Мелисса Винтроу                                        | Палата представителей        |                                                               | · 14 апреля 2015                                                        |                     |                               |
| 2     | Айова             | HR 27                                         | Джабо Ваггонер                                                          | Сенат, Палата представителей |                                                               | · май 2007                                                              |                     |                               |
| 3     | Алабама           | SJR 73 (документ)                             | Уэйн Форд, Пэт Мерфи                                                    | Палата представителей        | 12 марта 2009                                                 | · 23 марта 2009                                                         |                     |                               |
| 4     | Аляска            | SJR 28 (документ)                             | Кевин Мейер                                                             | Сенат, Палата представителей | 18 февраля 2010                                               | · 5 апреля 2010 · (Сенат) · 11 апреля 2010 · (Палата представителей)    |                     |                               |
| 5     | Аризона           | HCM 2009 (документ)                           | Марк Андерсон                                                           | Сенат, Палата представителей | 17 января 2008                                                | · 22 мая 2008 · (Сенат) · 18 марта 2008 · (Палата представителей)       |                     |                               |
| 6     | Арканзас          | SCR 3 (документ)                              | Дэвид Джонсон                                                           | Сенат, Палата представителей | 22 января 2009                                                | · 18 февраля 2009 · (Сенат) · 12 марта 2009 · (Палата представителей)   |                     |                               |
| 7     | Вайоминг          | (документ)                                    |                                                                         |                              |                                                               | · 20 июня 2012                                                          |                     |                               |
| 8     | Вашингтон         | (документ) (документ) (документ) (документ)   | Майк Падден, Билл Хинкл                                                 | Сенат, Палата представителей | 17 января 2008                                                | · 26 февраля 2012                                                       |                     |                               |
| 9     | Вермонт           | JRS 47 (документ)                             | Ричард Сирс, Роберт Хартвелл                                            | Сенат                        | 9 февраля 2010                                                | · 12 мая 2010                                                           |                     |                               |
| 10    | Виргиния          | HR 35 (документ)                              | Джонни Джоанну, Маноли Лупасси                                          |                              |                                                               | · 1 марта 2012                                                          |                     |                               |
| 11    | Висконсин         | SR 10 (документ)                              | Тед Канавас                                                             |                              | 4 марта 2010                                                  | · 22 апреля 2010                                                        |                     |                               |
| 12    | Гавайи            | SCR 57, SR 31                                 | Кэрол Фукунага                                                          |                              | 4 марта 2011                                                  |                                                                         | ✔                   |                               |
| 13    | Делавэр           | HR 9                                          | Ник Манолакос                                                           |                              | 10 марта 2009                                                 | · 19 марта 2009                                                         |                     |                               |
| 14    | Джорджия          | HR 415 (документ) SR 1038 (документ)          | Майк Чеокас, Дэвид Адельман                                             | Сенат, Палата представителей | 27 февраля 2008                                               | · 6 марта 2008 · (Сенат) · апрель 2007 · (Палата представителей)        |                     |                               |
| 15    | Западная Виргиния | HCR 37 (документ)                             | Сэмюэл Канн, Джозеф Минард                                              | Сенат, Палата представителей | 11 февраля 2008                                               | · 8 марта 2008 · (Сенат) · 3 марта 2008 · (Палата представителей)       |                     |                               |
| 16    | Иллинойс          | HR 666 (документ) (документ) SR 70 (документ) | Сандра Пихос, Элизабет Коулсон, Антонио Муньос, Билл Брэди, Дарин Лахуд | Сенат, Палата представителей | 10 августа 2007                                               | · 31 мая 2013 · (Сенат) · 4 октября 2007 · (Палата представителей)      |                     |                               |
| 17    | Индиана           | SR2                                           | Блейк Дориот, Джон Крейн                                                | Сенат, Палата представителей |                                                               | · 22 марта 2017 · (Сенат) · (Палата представителей)                     |                     |                               |
| 18    | Калифорния        | SJR 17 (документ)                             | Элейн Кондоминас-Олквист                                                | Сенат, Ассамблея             | 10 сентября 2007                                              | · 28 февраля 2008 · (Сенат) · 30 августа 2008 · (Ассамблея)             |                     |                               |
| 19    | Канзас            | SR 1807 (документ)                            | Тим Оуэнс                                                               | Сенат                        | 6 января 2011                                                 | · 3 февраля 2011                                                        |                     |                               |
| 20    | Кентукки          | HR 244 (документ)                             | Мэри Лу Марциан                                                         | Палата представителей        |                                                               | · 26 марта 2008                                                         |                     |                               |
| 21    | Колорадо          | HJR 1014 (документ)                           | Лоис Корт, Джон Кефалас, Джойс Фостер, Нэнси Спенс                      | Сенат, Палата представителей |                                                               | · 7 апреля 2011                                                         |                     |                               |
| 22    | Коннектикут       | (документ)                                    | Димитриос Яннарос, Темис Кларидис, Джон К. Герагосян                    | Палата представителей        |                                                               | · 30 апреля 2010                                                        |                     |                               |
| 23    | Луизиана          | SR 109 (документ)                             | Эдвин Мюррей                                                            | Сенат                        |                                                               | · июнь 2007                                                             |                     |                               |
| 24    | Массачусетс       | (документ)                                    | Гейл Кандарас                                                           | Сенат                        |                                                               | · 16 апреля 2008                                                        |                     |                               |
| 25    | Миннесота         | (документ) SR 178 (документ)                  | Ивонн Преттнер-Солон, Сандра Паппас                                     | Сенат, Палата представителей | 2 апреля 2008 (Сенат)                                         | · 13 августа 2018                                                       |                     |                               |
| 26    | Миссисипи         | HCR 67 (документ)                             | Алис Кларк                                                              | Сенат, Палата представителей | 19 марта 2008                                                 | · 16 апреля 2008 · (Сенат) · 31 марта 2008 · (Палата представителей)    |                     |                               |
| 27    | Миссури           | HR 1365 (документ) SR 1762 (документ)         | Курт Бахр, Эрик Шмитт                                                   | Сенат, Палата представителей | 19 марта 2008                                                 | · 17 мая 2012 · (Сенат) · 7 мая 2012 · (Палата представителей)          |                     |                               |
| 28    | Мичиган           | SCR 6                                         | Джон Паппаджордж, Джон Глисон, Роджер Кан                               | Сенат, Палата представителей | 19 марта 2009                                                 | · 25 марта 2009 · (Сенат) · 19 марта 2009 · (Палата представителей)     |                     |                               |
| 29    | Монтана           |                                               |                                                                         |                              |                                                               |                                                                         |                     | ✔                             |
| 30    | Мэн               | HP 924 (документ)                             | Линда Валентино, Маргарет Крейвен, Барри Хоббинс                        | Сенат, Палата представителей | 25 марта 2009                                                 | · 2 апреля 2009 · (Сенат) · 31 марта 2009 · (Палата представителей)     |                     |                               |
| 31    | Мэриленд          | HJR 5                                         | Теодор Софоклеус                                                        |                              | 14 марта 2008                                                 |                                                                         | ✔                   |                               |
| 32    | Небраска          | LR 273 (документ)                             | Гвен Ховард                                                             | Легислатура                  | 6 января 2010                                                 | · 13 апреля 2010                                                        |                     |                               |
| 33    | Невада            | ACR 31 (документ)                             | Джеймс Оргеншалл, Уильям Раджо                                          | Сенат, Ассамблея             |                                                               | · 6 мая 2009                                                            |                     |                               |
| 34    | Нью-Гэмпшир       |                                               |                                                                         |                              |                                                               |                                                                         |                     | ✔                             |
| 35    | Нью-Джерси        | SJR 11 (документ)                             | Боб Смит, Джозеф Кириллос-младший                                       | Сенат, Палата представителей |                                                               | · июнь 2006                                                             |                     |                               |
| 36    | Нью-Йорк          | (документ) (документ)                         | Дин Скелос, Майкл Джианарис, Аравелла Симотас, Николь Маллиотакис       | Сенат, Палата представителей |                                                               | 1 апреля 2011                                                           |                     |                               |
| 37    | Нью-Мексико       | HM 39 (документ)                              | Эл Парк                                                                 | Палата представителей        | 2 февраля 2010                                                | · 13 февраля 2010                                                       |                     |                               |
| 38    | Огайо             | HCR 29 (документ) SCR 21 (документ)           |                                                                         | Сенат, Палата представителей |                                                               | · май 2014 · (Сенат) · 9 декабря 2014 · (Палата представителей)         |                     |                               |
| 39    | Оклахома          | SR 54 (документ)                              |                                                                         | Сенат                        | 19 февраля 2008                                               | · 24 марта 2008                                                         |                     |                               |
| 40    | Орегон            | SJR 16 (документ)                             | Род Монро, Брюс Старр, Ричард Девлин                                    | Сенат, Палата представителей | 4 мая 2009                                                    | · 6 мая 2009 · (Сенат) · 1 июня 2009 · (Палата представителей)          |                     |                               |
| 41    | Пенсильвания      | HR 876 (документ) SR 188 (документ)           | Тимоти Солобей, Барри Стаут                                             | Сенат, Палата представителей | 24 октября 2007 (Сенат)                                       | · 10 марта 2008 · (Сенат) · ноябрь 2006 · (Палата представителей)       |                     |                               |
| 42    | Род-Айленд        | SR 895 (документ)                             | Лу Раптакис                                                             | Сенат                        |                                                               | · март 2007                                                             |                     |                               |
| 43    | Северная Дакота   | SCR 4014 (документ)                           | Тим Матерн, Энди Марагос                                                |                              | 26 января 2011                                                | · 24 марта 2011                                                         |                     |                               |
| 44    | Северная Каролина | (документ)                                    | Боб Ручо                                                                |                              |                                                               | · 28 июня 2010                                                          |                     |                               |
| 45    | Теннесси          | SJR 535 (документ)                            | Рой Херрон                                                              |                              |                                                               | · июнь 2007 · (Сенат) · 17 апреля 2008 · (Палата представителей)        |                     |                               |
| 46    | Техас             | HCR 1670 (документ) SR 1006 (документ)        | Деннис Боннен, Джон Уитмир                                              | Сенат, Палата представителей | 1 мая 2011                                                    | · 16 мая 2011 · (Сенат) · 5 мая 2011 · (Палата представителей)          |                     |                               |
| 47    | Флорида           | HM 191 (документ) SM 314 (документ)           | Питер Нер, Майк Фазано                                                  | Сенат, Палата представителей | 1 марта 2010 (Сенат) 2 марта 2010 (Палата представителей)     | · 28 апреля 2010 · (Сенат) · 23 апреля 2010 · (Палата представителей)   |                     |                               |
| 48    | Южная Дакота      | SCR 6 (документ)                              | Филлис Хейнеман, Стэнфорд Адельштайн, Брайан Гош                        | Сенат, Палата представителей |                                                               | · 21 февраля 2012 · (Сенат) · 23 февраля 2012 · (Палата представителей) |                     |                               |
| 49    | Южная Каролина    | HR 4727 (документ) SR 735 (документ)          | Леонидас Ставринакис, Фил Левентис                                      | Сенат, Палата представителей | 20 февраля 2008                                               | · май 2007 · (Сенат) · 9 апреля 2008 · (Палата представителей)          |                     |                               |
| 50    | Юта               | SR 1 (документ) HR 2 (документ)               | Патрисия Джонс, Грегори Хьюз                                            | Сенат, Палата представителей | 23 января 2009 (Сенат) 3 февраля 2009 (Палата представителей) | · 5 февраля 2009 · (Сенат) · 19 февраля 2009 · (Палата представителей)  |                     |                               |

## Известные архонты Вселенского Патриархата
См. категорию «Архонты Вселенского Патриархата».